# Lukas Koller
Lukas Koller (* 5. November 1999 in Garmisch-Partenkirchen) ist ein deutscher Schauspieler und Synchronsprecher.

## Leben
Lukas Koller wuchs in Oberammergau auf. 2010 spielte er unter Regisseur Christian Stückl bei den Oberammergauer Passionsspielen. Nach dem Abitur zog er 2018 nach Salzburg und begann seine professionelle Schauspielausbildung an der Schauspielakademie des Schauspielhauses Salzburg.
Bereits während seines Studiums spielte er dort u. a. den Josef K. in einer Bühnenfassung von Franz Kafkas Roman Der Prozess. Am Schauspielhaus Salzburg stand er außerdem als Lyschko in Krabat, als Kurt Gerber in Der Schüler Gerber, in der Titelrolle des Kindermusicals Ritter Kamenbert und als Perceval in der Uraufführungsproduktion Artus, letzte Schlacht von Jérôme Junod auf der Bühne.
Im März 2022 schloss er sein Schauspielstudium mit der Diplomprüfung ab und wurde zunächst als Gast an das Theater Paderborn engagiert. Anschließend war er für die Spielzeiten 2022/23 und 2023/24 festes Ensemblemitglied am Theater Paderborn, wo er u. a. als Peterchen im Weihnachtsmärchen Peterchens Mondfahrt – Mission Käferbein zu sehen war. Positive Kritik erhielt er am Theater Paderborn insbesondere für seine Darstellung des „Sams“ im Weihnachtsstück Eine Woche voller Samstage von Paul Maar.
Seit Januar 2024 arbeitet Koller als freischaffender Schauspieler. In der Spielzeit 2024/25 gastierte er am Theater Hagen als Hahn Elvis in Die Bremer Stadtmusikanten.
Koller ist auch als Film- und Fernsehschauspieler tätig. In der 20. Staffel der ORF-Krimiserie SOKO Kitzbühel (2021) übernahm er eine Episodenhauptrolle als tatverdächtiger Elektrikerlehrling Ferdi Rainalter. Er spielte weiters den deutschen Soldaten Ralf in dem Kurzspielfilm Grenzholz (2022) und war in einer Folge der ZDF-Dokureihe Aktenzeichen XY … ungelöst zu sehen, in der er für die Aufklärung des Kriminalfalls sorgte. 2025 stand er für die ZDF-Miniserie München Beats (AT) als Jungbauer Peter, sowie für die ZDF-Krimiserie Die Chefin vor der Kamera.
Seit 2020 spricht Koller für den Bildungsmedienverlag „Jungösterreich“ und hat bereits einige Hörbücher für verschiedene Verlage und Autoren eingesprochen, darunter den Bestseller Eiskalte Umarmung von Astrid Korten.
Lukas Koller lebt in München und Wien.